# Сен-Льё-Лафенас
Сен-Льё-Лафена́с (фр. Saint-Lieux-Lafenasse, окс. Sant Lionç e la Fenassa) — коммуна во Франции, находится в регионе Юг — Пиренеи. Департамент — Тарн. Входит в состав кантона От-Даду. Округ коммуны — Альби.
Код INSEE коммуны — 81260.

## География
Коммуна расположена приблизительно в 570 км к югу от Парижа, в 70 км восточнее Тулузы, в 19 км к югу от Альби.
На  юге коммуны протекает река Даду, на востоке расположено озеро Банкалье (фр. Bancalié).

## Климат
Климат умеренно-океанический. Зима мягкая и дождливая, лето жаркое с частыми грозами. Ветры довольно редки.

## Население
Население коммуны на 2010 год составляло 449 человек.
| 1962 | 1968 | 1975 | 1982 | 1990 | 1999 | 2010 |
| ---- | ---- | ---- | ---- | ---- | ---- | ---- |
| 487  | 497  | 392  | 348  | 362  | 397  | 449  |

## Администрация
| Период | Период | Фамилия         | Партия                              | Примечания                |
| ------ | ------ | --------------- | ----------------------------------- | ------------------------- |
| 1979   | 1989   | Клод Оливье     |                                     |                           |
| 1989   | 2001   | Робер Батинь    | Социалистическая партия             |                           |
| 2001   | 2008   | Жоселин Сальван | Европа Экология Зелёные             | член регионального совета |
| 2008   | 2014   | Серж Шано       | Французская коммунистическая партия |                           |
| 2014   | 2020   | Клод Оливье     |                                     |                           |

## Экономика
В 2007 году среди 276 человек в трудоспособном возрасте (15—64 лет) 195 были экономически активными, 81 — неактивными (показатель активности — 70,7 %, в 1999 году было 66,5 %). Из 195 активных работали 180 человек (97 мужчин и 83 женщины), безработных было 15 (9 мужчин и 6 женщин). Среди 81 неактивных 19 человек были учениками или студентами, 28 — пенсионерами, 34 были неактивными по другим причинам.

## Достопримечательности
- Ферма XVIII века. Исторический памятник с 1995 года.[4]

## Фотогалерея

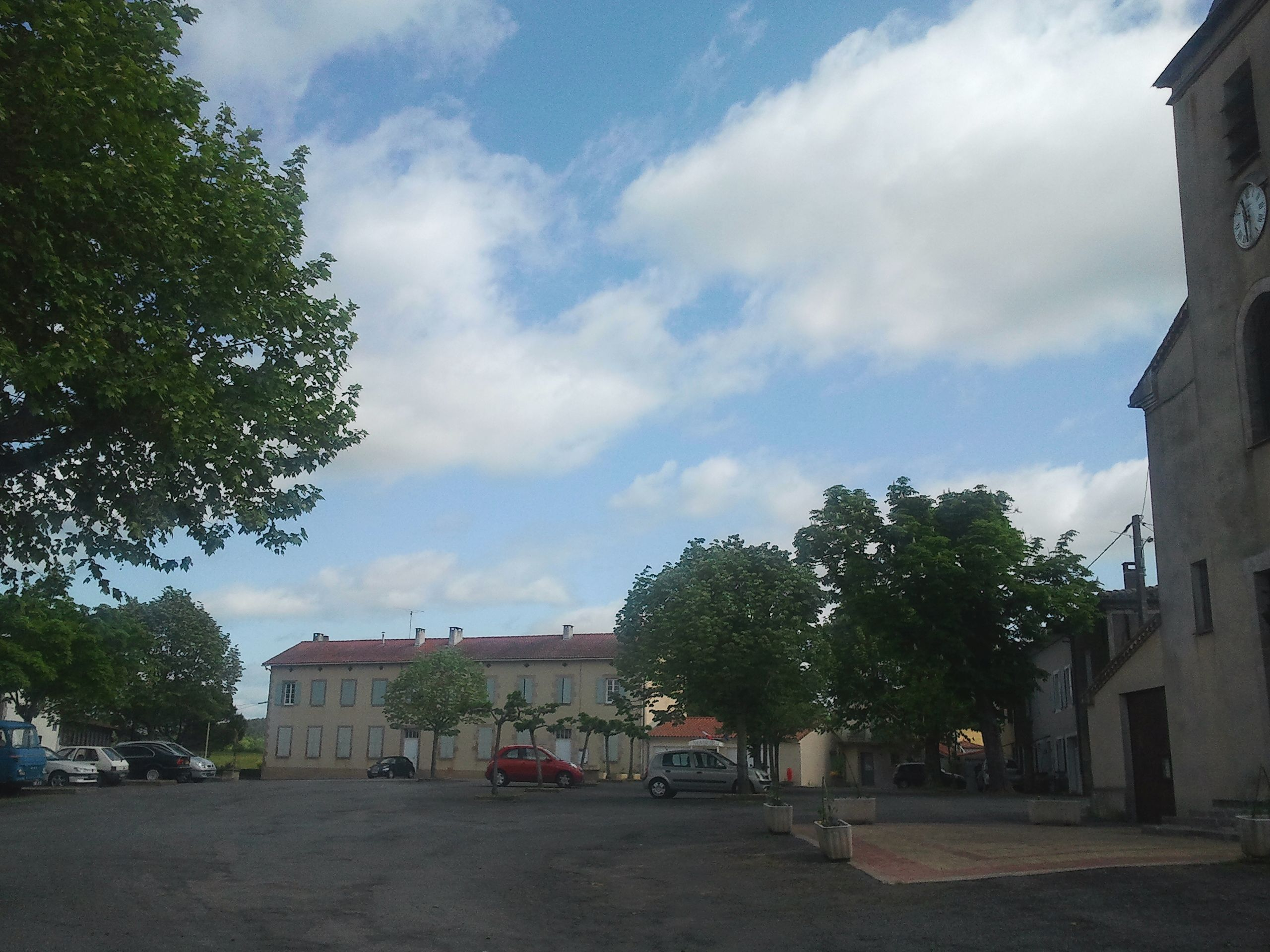
Лафенас
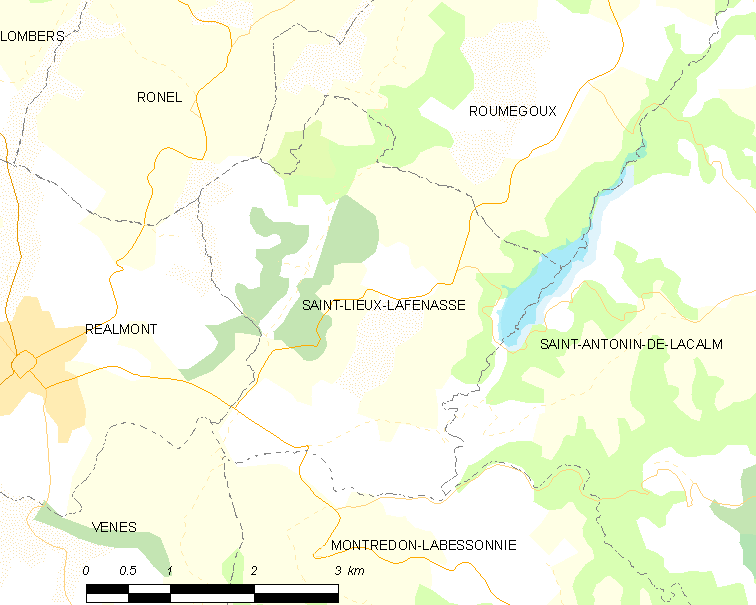
Карта коммуны